# Génissieux
Cet article possède un paronyme, voir Vénissieux.
Génissieux est une commune française située dans le département de la Drôme, en région Auvergne-Rhône-Alpes.
Ses habitants sont dénommés les Génissois(es).

## Géographie

### Localisation
La commune de Génissieux se situe à cinq kilomètres de la ville de Romans-sur-Isère et dix-huit kilomètres de Valence. Elle se trouve également à 109 km de Lyon et à 75 km de Grenoble.

### Climat
Pour des articles plus généraux, voir Climat d'Auvergne-Rhône-Alpes et Climat de la Drôme.
En 2010, le climat de la commune est de type climat du Bassin du Sud-Ouest, selon une étude du CNRS s'appuyant sur une série de données couvrant la période 1971-2000. En 2020, Météo-France publie une typologie des climats de la France métropolitaine dans laquelle la commune est exposée à un climat de montagne ou de marges de montagne et est dans la région climatique  Moyenne vallée du Rhône, caractérisée par un bon ensoleillement en été (fraction d’insolation > 60 %), une forte amplitude thermique annuelle (4 à 20 °C), un air sec en toutes saisons, orageux en été, des vents forts (mistral), une pluviométrie élevée en automne (250 à 300 mm). 
Pour la période 1971-2000, la température annuelle moyenne est de 12,3 °C, avec une amplitude thermique annuelle de 17,7 °C. Le cumul annuel moyen de précipitations est de 895 mm, avec 8,2 jours de précipitations en janvier et 5,8 jours en juillet. Pour la période 1991-2020, la température moyenne annuelle observée sur la station météorologique de Météo-France la plus proche, « Romans_sapc »sur la commune de Romans-sur-Isère à 5 km à vol d'oiseau, est de 13,1 °C et le cumul annuel moyen de précipitations est de 876,7 mm,. Pour l'avenir, les paramètres climatiques de la commune estimés pour 2050 selon différents scénarios d'émission de gaz à effet de serre sont consultables sur un site dédié publié par Météo-France en novembre 2022.

## Urbanisme

### Typologie
Au 1er janvier 2024, Génissieux est catégorisée bourg rural, selon la nouvelle grille communale de densité à 7 niveaux définie par l'Insee en 2022.
Elle appartient à l'unité urbaine de Romans-sur-Isère, une agglomération intra-départementale dont elle est une commune de la banlieue,. Par ailleurs la commune fait partie de l'aire d'attraction de Romans-sur-Isère, dont elle est une commune de la couronne,. Cette aire, qui regroupe 30 communes, est catégorisée dans les aires de 50 000 à moins de 200 000 habitants,.

### Occupation des sols
L'occupation des sols de la commune, telle qu'elle ressort de la base de données européenne d’occupation biophysique des sols Corine Land Cover (CLC), est marquée par l'importance des territoires agricoles (79 % en 2018), en diminution par rapport à 1990 (85,9 %). La répartition détaillée en 2018 est la suivante : 
terres arables (60,8 %), zones agricoles hétérogènes (18,2 %), zones urbanisées (16 %), forêts (5 %). L'évolution de l’occupation des sols de la commune et de ses infrastructures peut être observée sur les différentes représentations cartographiques du territoire : la carte de Cassini (XVIIIe siècle), la carte d'état-major (1820-1866) et les cartes ou photos aériennes de l'IGN pour la période actuelle (1950 à aujourd'hui).

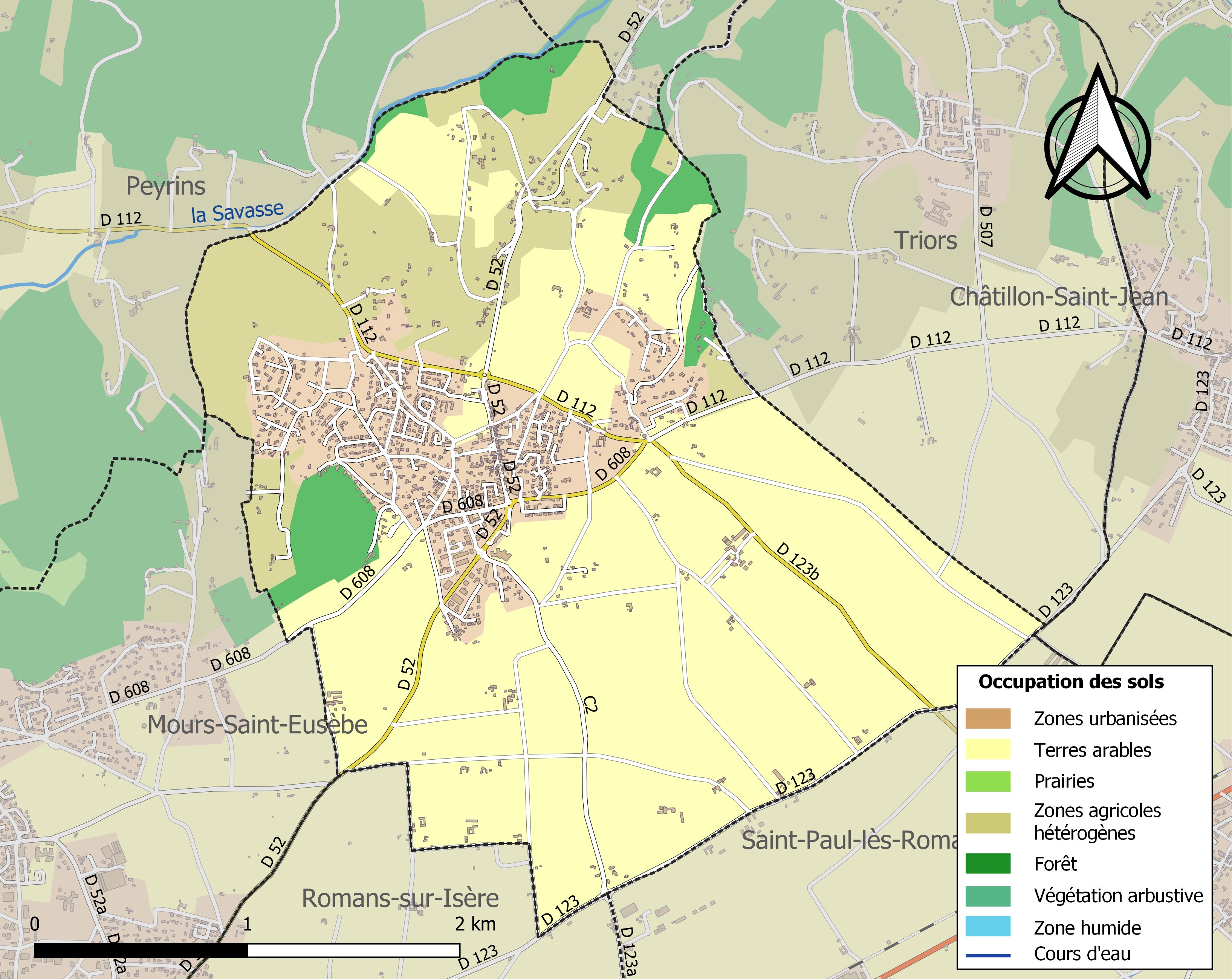
Carte des infrastructures et de l'occupation des sols de la commune en 2018 (CLC).

## Toponymie

### Attestations
Dictionnaire topographique du département de la Drôme :
- 699 : Villa de Geniciaco (Spicileg., III, 318).
- 887 : Giniciacum (Spicileg., III, 362).
- 908 : Gineciacum villa (cartulaire de Romans, 10 bis).
- 995 : Giniciacum (cartulaire de Romans, 101).
- 995 : mention de l'ager : Giniacensis ager (cartulaire de Romans, 101).
- 1000 : mention de l'ager : Ager Giniacensis (cartulaire de Romans, 60).
- 1064 : mention de l'ager : Ager Giniciensis (cartulaire de Romans, 56).
- 1068 : mention de l'ager : Ager Giniciacensis (cartulaire de Romans, 14 bis).
- XIe siècle : Janaiseium (cartulaire de Romans, 183).
- XIe siècle : Janiciacum (cartulaire de Romans, 223).
- 1100 : mention de la paroisse Saint-Pierre : Parrochia Sancti Petri de Geneciaco (cartulaire de Romans, 172).
- 1100 : mention de la paroisse : Ecclesia de Giniceo (cartulaire de Romans, 164 ter).
- 1150 : mention de la paroisse : Decima de Genetiaco (cartulaire de Romans, 328).
- 1170 : mention de la paroisse : Decimis de Jeniceu (cartulaire de Romans, 332).
- 1444 : mention de la paroisse : Geneciacum (maladr. de Voley).
- XVe siècle : mention de la paroisse : Genicenum (archives de la Drôme, fonds de Saint-Paul-lès-Romans).
- XVe siècle : mention de la paroisse : Capella de Geniciaco (pouillé de Vienne).
- XVe siècle : mention de la paroisse : Parrochia de Geniceno (archives de la Drôme, fonds de Saint-Paul-lès-Romans).
- 1521 : mention de la paroisse : Ecclesia Geniciaci (archives de la Drôme, fonds de Saint-Paul-lès-Romans).
- 1550 : Genicieu (archives de la Drôme, E 3664).
- 1891 : Génissieux, commune du canton de Romans.

### Étymologie
L'origine du nom Génissieux est incertaine, trois hypothèses ont été avancées. 
- La première serait que Génissieux soit une dérivation du nom de personne Genis (Géniès ou encore Genix). En Savoie, une commune s'appelait au XIe siècle Sanctus Genesius (Saint Genis).
- La deuxième serait que Génissieux vienne d'un radical celtique, gwen", qui signifie « blanc » en breton (gaulois vindo).
- La dernière serait que le nom soit lié à la végétation. En effet genistaceus est un terme latin pour désigner un lieu « couvert de genêts ».
- La première explication est de loin la plus vraisemblable, c'est celle de Jean-Claude Bouvier, spécialiste de toponymie nord-provençale[14].

Genesius est un nom porté par six saints dont trois nés en Auvergne[réf. nécessaire].

## Histoire

### Protohistoire: les Celtes
M. Pénelon, lors d'une partie de chasse, remarque une légère butte de terre. Avec l'aide d'un de ses amis, M. Boisse, il découvre une petite construction datant de l'époque gauloise, peut-être un tombeau[réf. nécessaire].

### Antiquité: les Gallo-romains
Traces de l'époque romaine allant du IIe au IVe siècle[réf. nécessaire].

### Du Moyen Âge à la Révolution
La première trace historique de Génissieux date de 696 lorsque fut découvert le testament d'un abbé Ephibius. Ce dernier léguait Génissieux et l'ensemble de ses terres à l'église de Vienne : « Je lègue à Dieu et à ses saints, pour qu'elles servent dans l'église de Vienne, par notre seigneur l'évêque Cacold, la terre tout entière de Geniciacum avec tout ce qui lui appartient ».
- « [Je lègue] la terre toute [sic] entière de Génissieux, avec tout ce qui lui appartient, les serfs de l'un et de l'autre sexe, les terres, les bois, eaux, ports et districts et tout ce qui relève de ladite terre »[réf. nécessaire].

La seigneurie :
- La terre est possédée par un certain abbé Ephibius.
- 697 : donnée à l'église archiépiscopale de Vienne.
- 856 : appartient à l'abbaye de Romans.
- 1339 : les Clermont-Chatte sont seigneurs de Génissieux.
- Génissieux devient terre domaniale.
- De 1528 à 1574, elle est engagée aux La Colombière.
- 1658 : elle est engagée aux Lionne qui acquirent en même temps certains droits appartenant aux Guigou de Chapolay, et dont les biens furent vendus en 1609 aux Chabod de la Serre.
- 1757 : les Lionne sont remplacés par les Bally de Bourchenu, derniers seigneurs.

L'ager de Génissieux comprenait, avec la commune de ce nom, celles de Geyssans, de Triors et parties des communes de Romans et de Saint-Paul-lès-Romans.
- En plus de son territoire actuel, Génissieux comprenait autrefois Triors, Le Chalon, une partie de Saint-Paul-lès-Romans et s'étendait jusqu'aux berges de l'Isère (Port d'Ouvey)[réf. nécessaire].

Avant 1790, Génissieux était une paroisse de la communauté de Peyrins et du diocèse de Vienne, dont l'église était sous le vocable de Saint-Pierre et dont les dîmes appartenaient au chapitre de Romans, qui présentait à la cure.

### De la Révolution à nos jours
Compris en 1790 dans la municipalité de Peyrins, Génissieux a fait partie de la commune de ce nom jusqu'au 26 juin-2 juillet 1873 ; il en a été distrait pour former une commune distincte du canton de Romans.
- Le 18 février 1838, les Génissois présentèrent une première pétition en vue d'acquérir leur indépendance. Peyrins repoussa l'idée de la séparation. Les tractations durèrent 35 ans. Par la loi du 20 juin 1873, Génissieux devint une commune distincte de Peyrins. Le 31 août 1873 eurent lieu les premières élections municipales de Génissieux. Le 17 septembre 1873, le conseil municipal était installé. Victor Brichet, dont le portrait orne actuellement la salle du conseil municipal, est proclamé premier maire de la Commune[réf. nécessaire].

## Politique et administration

### Liste des maires
| Période        | Période                  | Identité                     | Étiquette | Qualité                                  |
| -------------- | ------------------------ | ---------------------------- | --------- | ---------------------------------------- |
| septembre 1873 | novembre 1887 (décès)    | Victor Brichet               |           | Cultivateur                              |
| 1888           | juin 1888 (décès)        | Valérien Blain               |           | Maréchal-ferrant, ancien premier adjoint |
| 1888           | mai 1912                 | Francois-Xavier Perret       |           | Propriétaire terrien                     |
| mai 1912       | 1919                     | Louis Joud                   |           | Cultivateur                              |
| 1919           | 1938                     | Frédéric Pénelon (1876-1964) |           |                                          |
| 1938           | juin 1940 (décès)        | Joseph Méarys                |           |                                          |
| juin 1940      | juillet 1941 (démission) | Ernest Mottin                |           | Premier adjoint, assure l'intérim        |
| juillet 1941   | 1944                     | Pierre Charignon             |           |                                          |
| novembre 1944  | mai 1953                 | Simon Choppin                |           |                                          |
| mai 1953       | mars 1971                | Alphonse Cornillac           |           |                                          |
| mars 1971      | mars 1977                | Henri Barboyon               |           |                                          |
| mars 1977      | août 1988 (décès)        | Jean-Georges Cherpin         |           |                                          |
| 1988           | mars 1989                | Jean-Paul Mouton             |           |                                          |
| mars 1989      | mars 2008                | Louis-Paul Bossan            | UDF       |                                          |
| mars 2008      | mai 2023                 | Christian Bordaz             | DVD       | Electrotechnicien retraité               |
| mai 2023       | En cours                 | Catherine Peltier            | SE        | Ancienne directrice de Mission locale    |

## Population et société

### Démographie
L'évolution du nombre d'habitants est connue à travers les recensements de la population effectués dans la commune depuis 1876. Pour les communes de moins de 10 000 habitants, une enquête de recensement portant sur toute la population est réalisée tous les cinq ans, les populations de référence des années intermédiaires étant quant à elles estimées par interpolation ou extrapolation. Pour la commune, le premier recensement exhaustif entrant dans le cadre du nouveau dispositif a été réalisé en 2007.

En 2022, la commune comptait 2 422 habitants, en évolution de +10,95 % par rapport à 2016 (Drôme : +2,64 %, France hors Mayotte : +2,11 %).
| 1876 | 1881 | 1886 | 1891 | 1896 | 1901 | 1906 | 1911 | 1921 |
| ---- | ---- | ---- | ---- | ---- | ---- | ---- | ---- | ---- |
| 714  | 653  | 672  | 663  | 663  | 645  | 635  | 609  | 564  |

| 1926 | 1931 | 1936 | 1946 | 1954 | 1962 | 1968 | 1975 | 1982  |
| ---- | ---- | ---- | ---- | ---- | ---- | ---- | ---- | ----- |
| 572  | 554  | 566  | 566  | 630  | 589  | 655  | 765  | 1 125 |

| 1990  | 1999  | 2006  | 2007  | 2012  | 2017  | 2022  | - | - |
| ----- | ----- | ----- | ----- | ----- | ----- | ----- | - | - |
| 1 584 | 1 826 | 2 002 | 2 028 | 1 971 | 2 282 | 2 422 | - | - |

### Manifestations culturelles et festivités
- Fête patronale (en 1992) : 2 août[25].
- Fête communale (en 1992) : premier dimanche d'août[25].
- Le comité des fêtes de Génissieux organise un grand événement : la Saint-Vincent : chaque année, fin février-début mars (en 2008, les 1, 2 et 3 mars)[réf. nécessaire].

## Économie
En 1992 : céréales, vignes, vergers, caprins, bovins.

## Culture locale et patrimoine

### Lieux et monuments
- Château Messance construit au XVIIIe siècle au centre du village. Débuté par M. Jomaron de Montchorel et achevé par Jean-Baptiste Maisonneuve et son fils François Benoît. Ce château fut acheté en 1828 par Hippolyte Charles qui fut l'amant de Joséphine de Beauharnais[réf. nécessaire].
- Château Giller du XVIe siècle avec quatre tours rondes, remanié au XVIIIe siècle[réf. nécessaire].
- Maison forte dit le Colombier, dans le quartier des Marais : une tour carrée massive[réf. nécessaire].
- Église Saint-Pierre de Génissieux XIXe siècle[25].
- Calvaires[25].

### Patrimoine naturel
- Vue étendue sur la plaine[25].

### Personnalités liées à la commune
- Isabelle de Brive, épouse de Gaste, dame de Génissieux au XVe siècle[réf. nécessaire].
- Le groupe Pep's compte plusieurs membres qui ont appris la musique dans l'école de Génissieux[réf. nécessaire].
- La troupe de théâtre La Génissoise, assez connue dans la région, dont la plupart des membres habitent le village[réf. nécessaire].
- Monique Rey, professeur et poète, chevalier de l'Ordre national du Mérite[réf. nécessaire].
- Béatrice, la chanteuse du groupe Tara King TH est originaire de Génissieux[réf. nécessaire].

### Héraldique, logotype et devise
|  | Génissieux possède des armoiries dont l'origine et le blasonnement exact ne sont pas disponibles. |